# Хагстрём, Мартен
Мартен Хагстрём (род. в 1971, Сёрокер, Швеция) — шведский певец, вокалист групп «Moahni Moahna» и «ZooL», ныне выступающий сольно.

## Биография
Мартен родился в Сёрокер, расположенном восточнее аэропорта Сундсвалля и Тимро. Музыкальную карьеру он начинает как гитарист и вокалист школьной группы Lonewolf, в которую попал в седьмом классе «за компанию». 13-летний Мартен едва вытягивал ноты, но ему было всё равно — он любил быть на сцене и был «клоуном класса». В 15 лет он присоединяется к местному молодёжному совету и становится ответственным за репетиции. После окончания школы он присоединяется к семейному бизнесу и наряду с дедом, дядей, отцом и братом работает плотником. В свободное время — репетирует и выступает: совместно со Стефаном Янссоном они образовали достаточно популярный дуэт «Kvällens dubbel». А в 1988 году Мартен присоединяется к группе «Ace Rockslaget».
В 1992 году Мартен принимает участие в кастинге, который организовали Хенрик Флаймен с Томми Реном, и пройдя его становится частью группы «Moahni Moahna», с которой в течение пяти лет записал два полноценных альбома и снялся в двух клипах, а в 1997 году участвовал в составе группе в поддержке шведского тура легендарных Deep Purple.
После некоторого перерыва, Хенрик и Мартен собирают новый проект — группу «ZooL». Наученные горьким опытом предыдущего проекта, музыканты проявляют осмотрительность в ведении дел, однако это не решает всех проблем, и вскоре после выхода одноимённого дебютного альбома «ZooL» также приостанавливает свою деятельность.
В 2004 году Мартен в качестве приглашённого музыканта принимает участие в записи демоальбома новой группы своего бывшего коллеги Томми Рена — «Angtoria», а спустя год — и первого полноценного альбома.
Достаточно долго разрываясь между семейным бизнесом и артистической карьерой, Мартен в 2008 году принимает решение начать сольную карьеру. В 2009 году, представляя лен Вестерноррланд, он принимает участие во втором национальном конкурсе «Svensktoppen nästa», проводимом шведской радиостанцией P4, и становится его победителем с песней En väg tillbaks. На следующий год эта и ещё десять песен выходят на собственном лейбле Мартена. Релиз альбома «Martin Häggström» состоялся 1 июня 2010 года.
На волне возросшей популярности, Мартен Хагстрём берёт себе творческий псевдоним Martin и возвращается в студию, чтобы записать сингл с материалом десятилетней давности, написанным для планировавшегося второго альбома «ZooL». Релиз сингла «Sad Eyes», в записи которого приняли участие музыканты Evil Masquerade, состоялся 3 декабря 2012 года.

## Дискография

### Moahni Moahna
- Temple of Life (1994)
- Queen Shamar (SP) (1994)
- Why (1997)

### ZooL
- ZooL (2002)

### Сольные альбомы
- Martin Haggstrom (2010)
- Sad Eyes (SP) (2012)

### Приглашённый участник
- Moahni Moahna — Face the Light (EP) (1992)
- Angtoria — Across Angry Skies (EP) (2004)
- Angtoria — God Has a Plan for Us All (2006)

### Видео
- Moahni Moahna — The Quest For the Unholy Sword (1992)[4]
- Moahni Moahna — Radio’s to Blame (1996)[5]